# Alexis (rajzoló)
Alexis (valódi nevén Dominique Vallet) (Boulogne-Billancourt 1946. szeptember 18. – Párizs, 1977. szeptember 7.) francia képregényrajzoló, forgatókönyvíró. A Pilote és a Fluide Glacial munkatársaként élen járt a felnőtt olvasókat megcélzó, gyakran fekete humorú képregények készítésében.

## Pályafutása
Az érettségit követően Alexis azonnal a humoros rajz felé fordult. Első munkái science-fiction és harcművészeti magazinokban, valamint az erotikus Lui-ben jelentek meg. 1968-ban került be a Pilote szerkesztőségéhez, ahol eleinte főleg a heti aktualitásokat illusztrálta pár oldalban.
A következő években a lap több munkatársával is együtt dolgozott, főleg Freddel és Marcel Gotlibbal, akihez pár évvel később csatlakozott a Fluide Glacialnál. Időközben más műfajokkal is próbálkozott, Philippe Druillet-nek fantasy-t, Gérard Lauzier-nak western-paródiát rajzolt.
1977 januárjában kezdte rajzolni a Gotlib és Jacques Lob által kitalált 100%-ig francia szuperhős, Superdupont kalandjait, és Lobbal egy komolyabb hangvételű, "Le Transperceneige" című képregényen is dolgozott. Ám utóbbit már nem tudta befejezni, agyérkatasztrófában halt meg alig 31 évesen.

## Válogatott munkái
- Time is money, 3 kötet (írta Fred, 1974-1975)
- Cinémastock, 2 kötet (írta Marcel Gotlib, 1974-1975)
- Avatars et coquecigrues (1975)
- Al Crane, 2 kötet (írta Gérard Lauzier, 1977-1978)
- Superdupont, 1 kötet (írta Marcel Gotlib és Jacques Lob, 1977)

## Munkái magyarul
- Rohadt egy meló (Sale boulot, in Papírmozi antológia 2, Képes Kiadó 2007)